# Епархия Хаймэня
 Епархия Хаймэня  (лат.  Dioecesis Haemenensis) — епархия Римско-Католической церкви с центром в городе Хаймэнь, Китай. Епархия Хаймэня входит в митрополию Нанкина. Кафедральным собором епархии Хаймэня является церковь Доброго Пастыря в городе Хаймэнь. С 2006 года кафедра епархии является Sede vacante.

## История
11 августа 1926 года Римский папа Пий XI издал буллу «Ut aucto», которой учредил апостольский викариат Хаймэня, выделив его из апостольского викариата Нанкина (сегодня — Архиепархия Нанкина). 11 апреля 1946 года Римский папа Пий XII издал буллу «Quotidie Nos», которой преобразовал апостольский викариат Хаймэня в епархию.

## Ординарии епархии
- епископ Симон Чжу Кайминь (2.08.1926 — 22.02.1960);
  - Sede vacante (1960—1985);
  - епископ Yuan Wen Jae (1985—2006) — не утверждён Святым Престолом;
  - Sede vacante (2006 — по настоящее время).

## Источник
- Annuario Pontificio, Libreria Editrice Vaticana, Città del Vaticano, 2003, ISBN 88-209-7422-3
- Булла Ut aucto, AAS 19 (1927), стр. 88  (лат.)
- Булла Quotidie Nos, AAS 38 (1946), стр. 301  (лат.)